# Успение Богородично (Збъжди)
Вижте пояснителната страница за други значения на Успение Богородично.
„Успение Богородично“ (на македонска литературна норма: „Успение на Пресвета Богородица“) е възрожденска православна църква в стружкото село Збъжди, Северна Македония. Църквата е под управлението на Дебърско-Кичевската епархия на Македонската православна църква. Тя е главната селска църква на Збъжди.

## География
Църквата е разположена в западния дял на селото и включва селските гробища.

## История и архитектура
Смята се, че храмът е построен в края на XIX век. Камбанарията е построена до църквата.

## Галерия
- Входът на църквата
- Поглед към църквата
- Страничен изглед
- Паметник на комунистическата съпротива на гробищата
- Селските гробища
- Апсидата